# 圣格罗尔德
圣格罗尔德是奥地利福拉尔贝格州布卢登茨县的一个市镇。总面积12.58平方公里，总人口380人，人口密度30.2人/平方公里（2005年）。